# El Refugio, Linares
El Refugio är en ort i Mexiko.   Den ligger i kommunen Linares och delstaten Nuevo León, i den centrala delen av landet, 600 km norr om huvudstaden Mexico City. El Refugio ligger 323 meter över havet och antalet invånare är 499.
Terrängen runt El Refugio är platt, och sluttar österut. Runt El Refugio är det ganska glesbefolkat, med 29 invånare per kvadratkilometer. Närmaste större samhälle är Linares, 6,6 km sydväst om El Refugio. Trakten runt El Refugio består till största delen av jordbruksmark.